# Lista de bairros de Olinda
Esta é uma lista de bairros do município de Olinda.
1. 70/RO
2. Águas Compridas
3. Aguazinha
4. Alto da Bondade
5. Alto da Conquista
6. Alto Jardim Conquista
7. Alto da Nação
8. Alto Nova Olinda
9. Alto do Sol Nascente
10. Amaro Branco
11. Amparo
12. Bairro Novo[1]
13. Bonsucesso
14. Bultrins
15. Casa Caiada[1]
16. Caixa D'água
17. Carmo
18. Corrego do Abacaxi
19. Fragoso
20. Guadalupe[2]
21. Jardim Atlântico
22. Jardim Fragoso
23. Jardim Brasil
24. Jatobá
25. Milagres
26. Monte[2]
27. Ouro Preto
28. Passarinho
29. Peixinhos
30. Rio Doce
31. Santa Tereza
32. Salgadinho
33. São Benedito
34. Sapucaia
35. Sítio Novo
36. Tabajara
37. Umuarama
38. Varadouro
39. Vila Popular
40. Zona Rural